# Кукута
Кукута (лат. Conium maculatum L.) је отровна биљка која успева у областима са умереном и влажном климом. Пореклом је из Европе и северне Африке.

## Опис
То је зељаста двогодишња биљка чија стабљика расте и до 2,5m висине. Припада породици Apiaceae (раније Umbelliferae). Кукута изгледа безопасно: има беле или жућкасте цветове, груписане у сложене штитасте цвасти, шупљу стабљику, плавкасту, у доњем делу са црвенкастим пегама и отужан мирис. Сви делови биљке су глатки, листови су састављени од два до четири листића у облику пера због чега је често називају „барски перушун“. Плод је јајаст, бочно стиснут. Производи велики број семена што биљци омогућава раст на запуштеним местима. Цвета у јуну и јулу.

## Име
Кукута је позната по неколико заједничких имена. Потиче од античког назива код Грка за ову биљку - koneion који је постао од грчке речи kone = убиство (због отровног деловања). По другом тумачењу потиче од грчке речи konao = обртати се, преносно ошамутити (уколико се жваће). У српском језику је позната под многим називима: болиглава, бологлав, водена мрква, велика кукута, мишје зеље, мишјак, комин, кукута пегава, смрдљивац, смрдљиви корен, трбуља, трбуљика, цволика, бучумиж.

## Распрострањеност
Расте у умереним регионима Европе, западне Азије и северне Африке. Касније је распрострањена у другим областима Азије, Северне Америке, Аустралије, Новог Зеланда. Припада евроазијском флорном елементу. Често се налази на испошћеном земљишту, нарочито у близини потока, ровова и површинских вода. Расте поред путева, ограда и међа, по рушевинама и ђубриштима.. Сматра се инвазивном врстом у 12 америчких држава

## Главни отровни састојци и њихово деловање
Кукута је смртоносна у већој количини. Отровна је биљка, нарочито стабло, лист, цвет и плод, али у каснијим фазама развоја. Са сушењем биљке отровност се смањује, што указује да су отровни састојци нестабилни и да се разлажу у току чувања биљака, али не нестају у потпуности.

### Отров
У кукути је идентификовано осам пиперидинских алкалоида од којих су најраспрострањенији гама коницеин и кониин који чине већину акутне и хроничне токсичности биљке. Са старењем биљке главни отровни састојак је N-metil-koniin.
Кониин има хемијску структуру и фармаколошка својства слична никотину и ремети функционисање централног нервног система кроз деловање на никотинске ацетилхолин рецепторе. У довољно великим концентрацијама, кониин може бити опасан за људе и стоку. Кониин изазива смрт блокирањем неуромишићне везе на сличан начин као отров кураре. То резултира растућом парализом мишића са евентуалном парализом респираторних мишића, што изазива смрт због недостатка кисеоника који стиже до срца и мозга. Смрт може да се спречи применом вештачке вентилације најкасније 48-72 часа по тровању. За одрасле, узимање више од 100 mg (0,1gr) кониина (око 6-8 свежих листова или мања доза семена или корена) може да буде фатална.

### Симптоми тровања
Симптоми тровања појављују се скоро одмах после уношења биљног материјала у организам. Они се појављују у виду депресије централног нервног система, а последице су парализа, кома и смрт услед парализе респираторних мишића. Остали симптоми су саливација, отежана координација покрета, успорен пулс и поремећај дисања, оштећење слуха, повећана температура и др. Све врсте животиња су осетљиве на токсично деловање кукуте. Пошто често расте крај путева, треба пазити да је деца не уберу и не ставе у уста. Ако се догоди да неко добије тровање кукутом, најважније је изазвати га на повраћање, дати да попије доста црне кафе и пожурити лекару. Потребно је испирање желуца. Као антидот може да се употреби танин који би везивао неапсорбовани део алкалоида.

### Ефекти на животиње
Кукута је отровна и за животиње. За кратко време алкалоиди проузрокују потенцијално фаталну неуромишићну блокаду која највише утиче на респираторне мишиће и процес дисања. Често долази до акутне токсичности јер се отроване животиње враћају на испашу поново у области где расте кукута. Хронична токсичност утиче на формирање органа фетуса и потомство се рађа са деформитетима. Токсичност конина и гама коницеина је више изражена код говеда него код осталих животиња. Ови алкалоиди могу да уђу и у ланац исхране људи преко млека. Користе се у превенцији противотрови, антидоти.

### Тровање Сократа
Код старих Грка постојала је казна смрћу испијањем јаке дозе кукутиног сока. Атињани су биљку кукуту употребљавали као званични судски отров за тровање на смрт осуђених. Тако је умро велики филозоф Сократ, осуђен на смрт, са спокојством и храброшћу која је задивила све који су били око њега. Према постојећем правилу осуђеник на смрт је у року 24 сата по изрицању смртне пресуде морао да попије отров кукуте. У случају Сократа то није испоштовано. Баш у то време је приношена жртва и освећени брод се спремао на пут на острво Делос. Био је обичај да се одложе смртне казне док се брод не врати. Сократ је остао у затвору, и наредних месец дана примао пријатеље у току дана и комуницирао с њима на свој уобичајени начин. Чак му је и предлагано да побегне. Сократ је ту могућност одбио и попио пехар отрова. Поред екстракта кукуте налазио се и опијум који је требало да смрт учини безболнијом. Платон је дао опис смрти Сократа у Федону.
| „ | Критон погледа свога роба који је стајао поред њега, и роб изађе, и пошто се дуго задржао, дође с оном човеком који је имао да пружи отров и већ га је носи спремљена у пехару. А кад Сократ угледа човека, рече: Добро, драги мој, ти се разумеш у тим стварима; шта треба да радим? Ништа друго, одговори он, него, кад попијеш, да ходаш около док ти ноге не отежају, а онда лези! Отров ће већ сам учинити своје. И притом пружи пехар Сократу. А овај га узе и сасвим ведро ... ни да би имало задрхтао или променио боју или лице, него, као што је био његов обичај, исколачи очи на човека и запита га: Шта кажеш за овај напитак? Сме ли се што излити коме за жртву или не? Само толико, Сократе, справљамо, одговори он, колико мислимо да је довољно. Разумем, рече Сократ, али бар молити се боговима, то се сме, а и треба да сеоба одавде к њима буде срећна. То ја и мислим овим, и нека ми се то испуни! И чим то рече, примаче пехар к устима, па сасвим лако и пријатно испи отров. ... Он прошета мало, а кад је приметио да му ноге отежавају, легне на леђа, као што је човек саветовао. И у исти мах онај што му је пружио отров стане га пипати и на махове огледати му стопала и удове; затим му стопало чврсто стисне и запита га да ли осећа, а он одговори да не осећа. И затим опет учини то исто с голеницама; притискајући тако даље, показивао је како се тело охлађује и кочи. И он га је и даље пипао, и напослетку рече: Кад му отров стигне до срца, онда ће он преминути. Већ је Сократу био трбух готово охладнео, и тада се он открије, јер је био застро главу, и рече последњим речи: Критоне, Асклепију дугујем петла! Принесите ту жртву, немојте заборавити! Принећемо!, рече Критон, него гледај имаш ли што друго још да нам кажеш? На то питање Сократ више не одговори, него за тренутак стане трзати, а онај га човек открије: очи су му биле укочене. Кад Критон то виде, затвори му уста и заклопи очи. | ” |

## Галерија слика

### Из природе
- Цветови кукуте
- Плод кукуте
- Стабло кукуте
- Кукута у природи 1
- Кукута у природи 2
- Кукута у природи 3

### Култивисана
- Ботаничка башта Чарлс универзитета у Прагу сл. 1
- Ботаничка башта Чарлс универзитета у Прагу сл. 2

### Музејски примерци
- Осушен плод кукуте
- Увећан плод

### Илустрације
- Conium maculatum, Табла 38 из Deutschlands Flora in Abbildungen (1796) http://www.biolib.de
- Conium maculatum, Otto Wilhelm Thomé /Flora von Deutschland, Österreich und der Schweiz 1885, Gera, Germany
- Conium maculatum, Pikasti mišjek Табла 53 in: Martin Cilenšek/Naše škodljive rastline. - Celovec (1892)
- Conium maculatum, Franz Eugen Köhler, Köhler's Medizinal-Pflanzen (1897) / List of Koehler Images